# Korinthierbreven
Korinthierbreven är den samlade beteckningen på de två brev som aposteln Paulus skrev till församlingen i Korinth i den romerska provinsen Akaja i Grekland. Breven räknas till de viktigaste av Paulus i Nya Testamentet i Bibeln och har tillsammans med andra skrifter skrivna av Paulus fått stor betydelse för utformningen av den kristna läran. På grund av vissa ojämnheter i stämningsläget i det Andra Korinthierbrevet räknar en del med att det funnits ytterligare ett brev det s.k. Tårebrevet (se 2 Kor 2:3-4). Kap 10-13 i Andra Korinthierbrevet har föreslagits vara detta okända brev. 
Paulus var en av kristendomens första missionärer och grundade flera församlingar och skrev brev till dem när han inte själv kunde komma till dem.